# Lüneburglens

Lüneburglens met een evenredig aan de brekingsindex blauw gekleurd inwendige. Parallel invallende stralen worden gefocuseerd op één punt aan de achterkant van de lens

Een Lüneburglens (ook geschreven als Luneburglens of vaak verkeerd gespeld als Luneberglens) is een bolvormige gradiëntlens die naar de Duits-Amerikaanse wiskundige Rudolf Karl Lüneburg (1903-1949) is benoemd. Ze bestaat uit een bol uit een verliesarm diëlektrisch materiaal waarvan de brekingsindex niet constant is maar vanaf het middelpunt van de bol tot aan het boloppervlak geleidelijk afneemt. Bij het door Lüneburg voorgestelde lensontwerp wordt de verandering in de brekingsindex zo gekozen, dat parallel invallende stralen aan de tegenoverliggende kant van de lens in één punt aan het lensoppervlak samenkomen. De paden van de stralen lopen binnen de lens langs gebogen lijnen. De lens werkt ook omgekeerd, dat wil zeggen dat de straling van een puntbron aan het lensoppervlak door de lens in een evenwijdig stralenbundel wordt getransformeerd.
Lüneburglenzen zijn technisch maakbaar voor een breed spectrum binnen het elektromagnetisch stralingsgebied, van zichtbaar licht tot radiogolven. In de praktijk worden ze echter hoofdzakelijk toegepast in het bereik van de microgolfstraling, bijvoorbeeld bij radarreflectoren en microgolfantennes,

## Opbouw

### Berekening
Een Lüneburglens is zodanig opgebouwd dat de stofafhankelijke relatieve permittiviteit {\displaystyle \epsilon _{r}} (vroeger aangeduid als diëlektrische constante van een materiaal) radiaal afneemt volgens de formule {\displaystyle \epsilon _{r}=2-r^{2}/R^{2}}, waarbij {\displaystyle r} de positie vanaf het middelpunt en {\displaystyle R} de radius van de lens is. Voor de brekingsindex {\displaystyle n} geldt de betrekking {\displaystyle n={\sqrt {\epsilon }}_{r}}. De brekingsindex is in het midden van de lens {\displaystyle {\sqrt {2}}} en neemt naar de rand geleidelijk af naar 1.

### Retroreflector

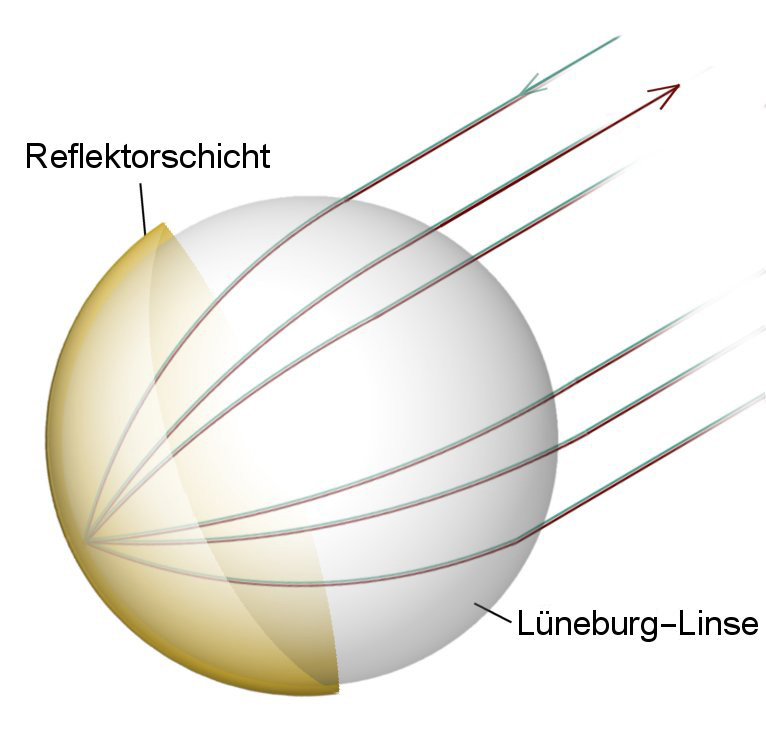
Lüneburglens als retroreflector

De straling die aan één kant een Lüneburglens binnenkomt, wordt aan de tegenoverliggende kant van de lens op één punt gefocusseerd. Wanneer dit gebied aan het lensoppervlak van een metallisatie is voorzien dan wordt de straling hier in richting van de bron teruggekaatst. De Lüneburglens werkt zo als een retroreflector. Ze reflecteert de straling echter niet rondom vanuit alle invalshoeken. Daartoe zou de gehele lens gemetalliseerd moeten zijn, maar dan kan straling de lens niet binnenkomen en ook niet verlaten.

## Toepassingen
Lüneburglenzen worden het meest toegepast in het bereik van de microgolfstraling, bijvoorbeeld bij radarreflectoren en microgolfantennes, omdat de lenzen met het materiaal voor deze frequenties het eenvoudigst en prijsgunstigst kunnen worden vervaardigd. In de praktijk zijn Lüneburglenzen opgebouwd uit een aantal concentrische schalen die een verschillende wanddikte en brekingsindex bezitten, waarbij de brekingsindex naar binnen toe trapsgewijs toeneemt.

### Radarreflector

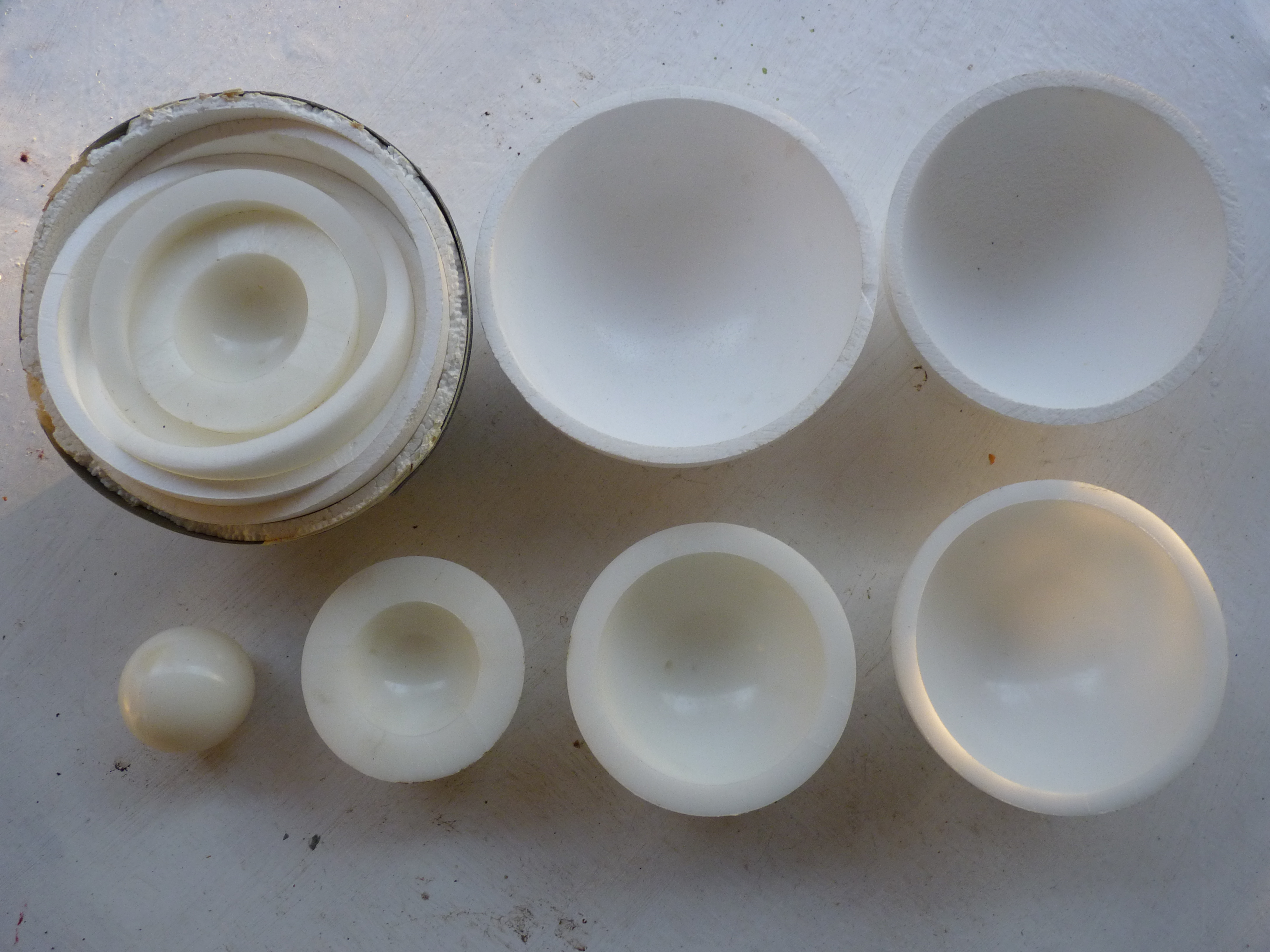
De schalen van een Lüneburglens

Een radarreflector, die rondom in een horizontaal vlak als retroreflector werkt, wordt verkregen door een smalle, ringvormige strook op de grootcirkel van een Lüneburglens van een elektrisch geleidend laagje te voorzien. Deze radarreflectoren worden op land en op zee gebruikt, bijvoorbeeld bij schepen en boeien. De radarreflector moet altijd met de ringvormige strook horizontaal hangen zodat horizontaal binnenvallende straling op de achterkant van de strook gefocusseerd en hier gereflecteerd wordt. In de teruggekaatste stralenbundel ontbreekt dat deel van de straling, dat van voren de strook treft.

### Microgolfantenne

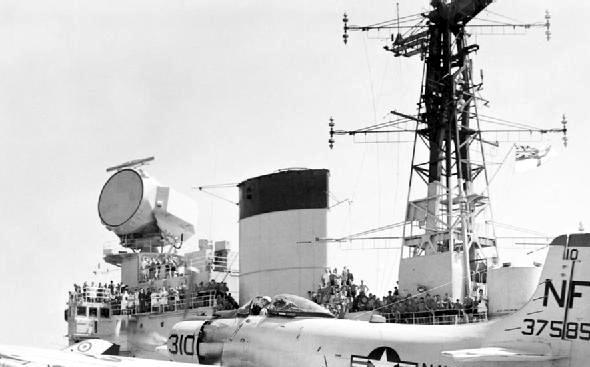
Radarantenne met een Lüneburglens op het Britse vliegdekschip HMS Victorious in 1961

Bij een microgolfantenne kan in plaats van een paraboolreflector (bijvoorbeeld een schotelantenne) ook een Lüneburglens als focusseerelement worden gebruikt. Net als bij de paraboolreflector wordt de ingang van de ontvanger of de uitgang van de zender (meestal is dit een hoornantenne) in het brandpunt (de focus) van de lens geplaatst. Het fasemiddelpunt van de hoorn moet samenvallen met het brandpunt van de lens. Aangezien het fasemiddelpunt enigszins binnen de monding van de hoorn ligt kan de hoorn niet direct tegen het oppervlak van de lens worden aangebracht. Daarom is het noodzakelijk om hier een speciale Lüneburglens te gebruiken die niet het brandpunt op het boloppervlak heeft, maar iets daarbuiten.
Een antenne met een Lüneburglens biedt een aantal voordelen ten opzichte van een paraboolantenne. Omdat de Lüneburglens sferisch symmetrisch (bolsymmetrisch) is, kan de antenne worden uitgericht door de hoorn (de eigenlijke antenne) rond de lens te bewegen zonder de hele antenne te hoeven draaien. Ook kan één enkele lens worden gebruikt met verschillende hoorns voor verschillende richtingen. Met een paraboolantenne is dit maar binnen een zeer kleine hoek mogelijk (bijvoorbeeld met een dubbele ontvangstkop). Bovendien zit de hoorn bij een antenne met een Lüneburglens de ontvangen of uitgezonden straling niet in de weg, waar bij paraboolantennes wel rekening mee moet worden gehouden.
Als materiaal voor de lens worden meestal kunststoffen gebruikt, bijvoorbeeld polystyreen, geëxpandeerd polystyreen, polyetheen of teflon. Ook metamateriaal wordt tegenwoordig toegepast. Dit materiaal kan worden vervaardigd met behulp van een 3D-printer. Platte, tweedimensionale Lüneburglenzen kunnen ook direct op een  printplaat worden aangebracht.